# Кэттролл, Ким
Ким Виктория Кэттро́лл (англ. Kim Victoria Cattrall; род. 21 августа 1956, Ливерпуль, Великобритания) — англоканадская актриса, наиболее известная по роли Саманты Джонс в телесериале «Секс в большом городе» (1998—2004).

## Биография
Кэттролл родилась 21 августа 1956 года в Моссли-Хилле, районе Ливерпуля. Отец, Дэннис Кэттролл, был строительным рабочим, мать, Шэйн, — домохозяйкой. Когда Ким было три месяца, семья эмигрировала в Канаду. Через одиннадцать лет они вернулись в Великобританию. Там Кэттролл посещала лекции в Лондонской академии музыкального и драматического искусства.
В шестнадцать лет Кэттролл уехала в Нью-Йорк, поступила в Американскую академию театрального искусства и по её окончании подписала пятилетний контракт с режиссёром Отто Премингером. Её дебютом в кино стала картина 1975 года «Розовый бутон». Год спустя Universal Studios выкупила контракт и Кэттролл стала одной из последних участниц контрактной системы Universal Contract Player System. По контракту со студией Universal выступала в многочисленных телевизионных программах различных стилей и жанров. В 1979 году она сыграла роль доктора Габриэль Уайт в «Невероятном Халке». Её работа на телевидении перестала приносить деньги и она быстро поменяла свою область деятельности на кинематограф. В 1980 году Кэттролл снялась в номинированном на «Оскар» фильме с Джеком Леммоном «Награда», а год спустя — в фильме «Билет на небеса», хорошо принятом критиками.
В 1982 году она играла мисс Хэниуэлл в фильме «Порки», затем, в 1984 году, снялась в «Полицейской академии». В течение 1985 года у неё были большие роли в трёх фильмах: «Турок 182», «Границы города» и «Ограбление». В 1987 году её главная роль в фильме «Манекен» имела огромный зрительский успех. Одной из её наиболее известных ролей стала роль лейтенанта Валерис в фильме «Звёздный путь 6: Неоткрытая страна».
Помимо кинематографических работ, Кэттролл остаётся и театральной актрисой, участвует в постановках «Вид с моста» по Артуру Миллеру и «Трёх сёстрах» Чехова.
В 1997 году она проходит отбор в телевизионный сериал «Секс в большом городе», создаваемом для канала HBO продюсером Даррен Стар. Саманта Джонс приносит Кэттролл международное признание. Она использует успех своей чувственной и похотливой героини для рекламы продукции фирмы Pepsi, подписывает контракт о написании книги на тему секса. Кроме того, её голос можно услышать на компакт-диске со стихами Руперта Брука.
В период съёмок «Секса в большом городе» она продолжает сниматься в других фильмах, играет роль Кэролин в рискованном фильме Бритни Спирс «Перекрёстки». Кэттролл позже играет Саманту и в полнометражном фильме «Секс в большом городе» в 2008 году.
В 2005 году она появляется в картине студии «Дисней» «Принцесса льда», где играет Тину Харвуд, тренера по фигурному катанию главной героини. Фильму не сопутствовал финансовый успех. Также она сыграла Клэр, парализованную женщину, желающую умереть, в возобновлённой на Вест-Энде постановке «Чья это жизнь в конце концов?». В октябре 2006 года она появилась в пьесе «Криптограмма» Дэвида Мэмета в лондонском «Донмар Уэрхаус».
С конца 2005 года Кэттролл появляется в британских коммерческих телепрограммах для чая Тэтли. В июле 2006 года — в рекламных программах автомобилей «Ниссан», где Ким использует образ Саманты из «Секса в большом городе», только на новозеландском телевидении, очевидно, как протест против домыслов. В 2006 году она снималась с Бренданом Глисоном в фильме Джона Бурмана «Хвост тигра», чёрной комедии о том, как экономика «Кельтского тигра» ударила по населению Ирландии. В 2007 году сыграла вместе с Дэвидом Хэйгом, Дэниелом Рэдклиффом и Кэри Маллиган в фильме «Мой мальчик Джек», истории о том, как английский поэт и писатель Редьярд Киплинг искал своего сына, пропавшего без вести в Первую мировую войну.
В январе 2021 года стало известно, что Кэтролл не будет участвовать в новом 10-серийном продолжении «Секса в большом городе» под названием «И просто так», в отличие от трёх других главных героинь. Незадолго до премьеры второго сезона сериала стало известно, что Кэттрол всё же приняла участие в съёмках одного из эпизодов второго сезона, который представлен в сериале виде телефонного разговора между Самантой и Кэрри. При этом во время съёмок актрисы не контактировали друг с другом.
Написала две книги: «Досье на сексуальность» и «Найти себя» (изданы в том числе и в России).

## Личная жизнь
Кэттролл трижды была замужем: за Лэрри Дэвисом; Андрэ Дж. Лисоном, с которым она развелась в 1989 году; и аудиоинженером Марком Левинсоном, с которым развелась в 2004 году. До того была помолвлена с актёром Дэниелом Бензали. В возрасте 25 лет недолгое время встречалась с бывшим премьер-министром Канады Пьером Трюдо. В 2003 году встречалась со звездой «Хьюстон Рокетс» Каттино Мобли, с лета 2004 по 2005 год — с молодым (более чем на двадцать лет моложе её) канадским шеф-поваром Аланом Уайзом. Имела роман со своим коллегой по постановке «Чья это жизнь в конце концов?» Александром Сиддигом, наиболее известным как Джулиан Башир из телесериала «Звёздный путь: Глубокий космос 9», но в интервью «Субботней Дэйли Стар» сообщила о назначенной на осень 2007 года свадьбе с Аланом Уайзом. Но, в июле 2009 года пресс-атташе звезды сообщил изданию E! News: «Кэтролл и Уайз расстались, так как находятся на разных стадиях жизненного пути». Инициатором разрыва стала Ким. 
В 2018 году Кэттролл стала амбассадором Королевских ботанических садов, Кью в Лондоне, крупнейших и самых разнообразных ботанических и микологических коллекций в мире.
Кэттролл была удостоена двух почётных степеней; Почётного общества Ливерпульского Университета Джона Мурса в 2010 году и от университета Британской Колумбии в 2018 году.
4 февраля 2018 года Кэттролл объявила, что её брат Кристофер исчез в Альберте. Она попросила публичной помощи в его поисках, но он был найден спустя несколько часов мёртвым.

## Фильмография

### Кино
| Год  | Название на русском                 | Оригинальное название                         | Роль              | Примечания     |
| ---- | ----------------------------------- | --------------------------------------------- | ----------------- | -------------- |
| 1975 | Розовый бутон                       | Rosebud                                       | Джойс Донован     |                |
| 1977 | Мёртвый урожай                      | Deadly Harvest                                | Сьюзан Франклин   |                |
| 1980 | Награда                             | Tribute                                       | Салли Хейнс       |                |
| 1981 | Билет на небеса                     | Ticket to Heaven                              | Рути              |                |
| 1981 | Порки                               | Porky’s                                       | мисс Ханиуэлл     |                |
| 1984 | Полицейская академия                | Police Academy                                | Карен Томпсон     |                |
| 1984 | Границы города                      | City limits                                   | Уикингс           |                |
| 1985 | Турок 182                           | Turk 182!                                     | Дэнни Бодро       |                |
| 1985 | Ограбление                          | Hold-Up                                       | Лиз               |                |
| 1986 | Большой переполох в маленьком Китае | Big Trouble in Little China                   | Грейси Ло         |                |
| 1987 | Манекен                             | Mannequin                                     | Эмми              |                |
| 1988 | Маскарад                            | Masquerade                                    | Брук Моррисон     |                |
| 1988 | Полночный переход                   | Midnight Crossing                             | Алекса Шабб       |                |
| 1988 | Пале Рояль                          | Palais Royale                                 | Одесса Малдун     |                |
| 1989 | Возвращение мушкетёров              | The Return of the Musketeers                  | Жюстина де Винтер |                |
| 1989 | Семья Буонанотте                    | La Famiglia Buonanotte                        | тётя Ева          |                |
| 1989 | Сумасшедший медовый месяц           | Honeymoon Academy                             | Крис              | сразу на видео |
| 1990 | Костёр тщеславия                    | The Bonfire of the Vanities                   | Джуди Маккой      |                |
| 1991 | Звёздный путь 6: Неоткрытая страна  | Star Trek VI: The Undiscovered Country        | лейтенант Валерис |                |
| 1992 | Считанные секунды                   | Split Second                                  | Мишель Маклейн    |                |
| 1994 | Двойное подозрение                  | Breaking Point                                | Эллисон Мидоуз    |                |
| 1995 | Вне подозрений                      | Above Suspicion                               | Гейл Кейн         |                |
| 1995 | Мальчишник наоборот                 | Live Nude Girls                               | Джейми            |                |
| 1996 | Незабываемое                        | Unforgettable                                 | Келли             |                |
| 1996 | Там, где правда                     | Where Truth Lies                              | Рэкел Чемберс     |                |
| 1997 | Исключение из правил                | Exception to the Rule                         | Карла Райнер      |                |
| 1999 | Гениальные младенцы                 | Baby Geniuses                                 | Робин             |                |
| 2001 | 15 минут славы                      | 15 Minutes                                    | Кассандра         |                |
| 2002 | Перекрёстки                         | Crossroads                                    | Кэролайн          |                |
| 2005 | Принцесса льда                      | Ice Princess                                  | Тина Харвуд       |                |
| 2006 | Хвост тигра                         | The Tiger’s Tail                              | Джейн О’Лири      |                |
| 2007 | Дьявол и Дэниел Уэбстер             | Shortcut to Happiness                         | Констанс Харри    |                |
| 2008 | Секс в большом городе               | Sex and the City                              | Саманта Джонс     |                |
| 2010 | Призрак                             | The Ghost Writer                              | Амелия Блай       |                |
| 2010 | Я и Моника Велюр                    | Meet Monica Velour                            | Моника Велюр      |                |
| 2010 | Секс в большом городе 2             | Sex and the City 2                            | Саманта Джонс     |                |
| 2019 | Ужасные истории: Древние римляне    | Horrible Histories: The Movie — Rotten Romans | Агриппина         |                |
| 2023 | Уикенд с батей                      | About My Father                               | Тигра             |                |

### Телевидение
| Год       | Название на русском         | Оригинальное название                     | Роль                                      | Примечания                                  |
| --------- | --------------------------- | ----------------------------------------- | ----------------------------------------- | ------------------------------------------- |
| 1976      | —                           | Our Man Flint: Dead on Target             | секретарь                                 | телефильм; не указана в титрах              |
| 1977      | Добро против зла            | Good Against Evil                         | Линди Айли                                | телефильм                                   |
| 1977      | Медэксперт Куинси           | Quincy M.E.                               | Джой Деритис                              | эпизод: Let Me Light the Way                |
| 1977      | Бегство Логана              | Logan’s Run                               | Рама II                                   | эпизод: Half Life                           |
| 1977      | —                           | Switch                                    | капитан Джудит Пирс                       | эпизод: Dancer                              |
| 1977      | —                           | What Really Happened to the Class of '65? | Синтия                                    | эпизод: The Girl Nobody Knew                |
| 1978      | Братья Харди и Нэнси Дрю    | The Hardy Boys/Nancy Drew Mysteries       | Мари Клэр                                 | 2 эпизода                                   |
| 1978      | Коломбо                     | Colombo                                   | Джоанн Николлс                            | эпизод: How to Dial a Murder                |
| 1978      | Ублюдок                     | The Bastard                               | Энн Уэр                                   | телефильм                                   |
| 1978      | Старски и Хатч              | Starsky and Hutch                         | Эмили Харрисон                            | эпизод: Blindfold                           |
| 1978      | Бумажная погоня             | The Paper Chase                           | Карен Клейтон                             | эпизод: Da Da                               |
| 1978      | Семья                       | Family                                    | Сьюзан Мэдисон                            | эпизод: Just Friends                        |
| 1979      | Невероятный Халк            | The Incredible Hulk                       | доктор Гэбриэл Уайт                       | эпизод: Kindred Spirits                     |
| 1979      | Завоевание Запада           | How the West Was Won                      | Долорес                                   | эпизод: The Slavers                         |
| 1979      | Вегас                       | Vega$                                     | принцесса Зара                            | эпизод: The Visitor                         |
| 1979      | —                           | The Night Rider                           | Реджина Кентон                            | телефильм                                   |
| 1979      | Мятежники                   | The Rebels                                | Энн Кент                                  | телефильм                                   |
| 1979      | —                           | Crossbar                                  | Кэти Барлоу                               | телефильм                                   |
| 1979      | Ангелы Чарли                | Charlie’s Angels                          | Шэрон Келлерман                           | эпизод: Angels at the Altar                 |
| 1979—1982 | Охотник Джон                | Trapper John, M.D.                        | Эми Уэст / принцесса Аллиа                | 2 эпизода                                   |
| 1980      | —                           | The Gossip Columnist                      | Дина Моран                                | телефильм                                   |
| 1980      | —                           | Hagen                                     | Кэрол Сойер                               | эпизод: Nightmare                           |
| 1980      | Крупинки                    | Scruples                                  | Мелани Адамс                              | мини-сериал; 3 эпизода                      |
| 1982      | —                           | Tucker’s Witch                            | Аманда Такер                              | эпизод: Unaired Pilot                       |
| 1983      | Сказки Золотой обезьяны     | Tales of the Gold Monkey                  | Уитни Бантинг                             | эпизод: Naka Jima Kill                      |
| 1984      | Запрещённые тайны           | Sins of the Past                          | Пола Беннетт                              | телефильм                                   |
| 1991      | Чудо в девственной глуши    | Miracle In The Wilderness                 | Дора Адамс                                | телефильм                                   |
| 1992      | Двойное зрение              | Double Vision                             | Кэролайн / Лиза                           | телефильм                                   |
| 1993      | Дикие пальмы                | Wild Palms                                | Пейдж Кац                                 | мини-сериал; постоянная роль                |
| 1993      | Агент по имени Далила       | Running Delilah                           | Кристина / Далила                         | телефильм                                   |
| 1993      | Энджел Фоллс                | Angel Falls                               | Дженна Харрисон                           | телесериал                                  |
| 1994      | Как в кино                  | Dream On                                  | Джинни                                    | эпизод: The Homecoming Queen                |
| 1994      | Один экран                  | Screen One                                | Сидни                                     | эпизод: Two Golden Balls                    |
| 1995      | Оперативный центр           | OP Center                                 | Джейн Худ                                 | телефильм                                   |
| 1995      | Хроники из жизни Хайди      | The Heidi Chronicles                      | Сьюзан                                    | телефильм                                   |
| 1996      | Мечта каждой женщины        | Every Woman’s Dream                       | Лиз Уэллс                                 | телефильм                                   |
| 1997      | За гранью возможного        | The Outer Limits                          | Ребекка Хайфилд                           | эпизод: Re-Generation                       |
| 1997      | Ох уж эти детки!            | Rugrats                                   | Мелинда Финстер                           | мультсериал; эпизод: Mother’s Day; озвучка  |
| 1997      | Дакмен                      | Duckman                                   | Тейми Маргулис                            | мультсериал; эпизод: The Tami Show; озвучка |
| 1997      | Вторжение                   | Invasion                                  | доктор Шейла Моран                        | мини-сериал; 2 эпизода                      |
| 1998      | Нежить                      | Modern Vampires                           | Ульрика                                   | телефильм                                   |
| 1998      | Тварь Питера Бенчли         | Peter Benchley’s Creature                 | доктор Аманда Мейсон                      | мини-сериал; 2 эпизода                      |
| 1998—2004 | Секс в большом городе       | Sex and the City                          | Саманта Джонс                             | телесериал; постоянная роль                 |
| 1999      | 36 часов                    | 36 Hours To Die                           | Ким Стоун                                 | телефильм                                   |
| 2000      | Секс в большой Матрице      | Sex and the Matrix                        | Саманта Стоун                             | короткометражный телефильм                  |
| 2004—2009 | Симпсоны                    | The Simpsons                              | четвёртый ребёнок Симпсонов / Хлоя Толбот | мультсериал; 2 эпизода; озвучка             |
| 2006      | Он и мы                     | Him and Us                                | Фредди Лазарус                            | телефильм                                   |
| 2007      | Мой мальчик Джек            | My Boy Jack                               | Кэролайн Киплинг                          | телефильм                                   |
| 2009—2011 | Продюсер Паркер             | Producing Parker                          | Ди                                        | мультсериал; постоянная роль; озвучка       |
| 2010      | Сердце всякого человека     | Any Human Heart                           | Глория Скабиус                            | мини-сериал; 2 эпизода                      |
| 2011      | —                           | Comic Relief: Uptown Downstairs Abbey     | графиня Грентхэм                          | телефильм                                   |
| 2014—2016 | Нежная кожа                 | Sensitive Skin                            | Давина Джексон                            | телесериал; постоянная роль                 |
| 2015      | Руби Робинсон               | Ruby Robinson                             | Руби Робинсон                             | телефильм                                   |
| 2016      | Свидетель обвинения         | Witness for the Prosecution               | Эмили Френч                               | мини-сериал; 2 эпизода                      |
| 2017      | Модус                       | Modus                                     | Эмили Френч                               | 7 эпизодов                                  |
| 2018—2019 | Расскажи мне сказку         | Tell Me a Story                           | Коллин Пауэлл                             | телесериал; постоянная роль                 |
| 2020      | Неприлично богатые          | Filthy Rich                               | Маргарет Монро                            | телесериал; постоянная роль                 |
| 2022—2023 | Как я встретила вашего папу | How I Met Your Father                     | Софи в будущем                            | телесериал; постоянная роль                 |
| 2022      | Близкие друзья              | Queer as Folk                             | Бренда Бомонт                             | телесериал; постоянная роль                 |
| 2023      | И просто так (2 сезон)      | And Just Like That…                       | Саманта Джонс                             | телесериал; эпизодическая роль              |

## Награды и номинации
Победы
- Золотой глобус
  - 2003 — Лучшая актриса второго плана сериала, мини-сериала или фильма для TV (за телесериал «Секс в большом городе»)
- Премия Гильдии киноактёров США
  - 2001 — Выдающееся исполнение ролей группой актёров в комедийном сериале (за телесериал «Секс в большом городе»)
  - 2003 — Выдающееся исполнение ролей группой актёров в комедийном сериале (за телесериал «Секс в большом городе»)

Номинации
- Золотой глобус
  - 2000 — Лучшая актриса второго плана сериала, мини-сериала или фильма для TV (за телесериал «Секс в большом городе»)
  - 2001 — Лучшая актриса второго плана сериала, мини-сериала или фильма для TV (за телесериал «Секс в большом городе»)
  - 2004 — Лучшая актриса второго плана сериала, мини-сериала или фильма для TV (за телесериал «Секс в большом городе»)
- Прайм-таймовая премия «Эмми»
  - 2000 — Выдающаяся актриса второго плана комедийного сериала (за телесериал «Секс в большом городе»)
  - 2003 — Выдающаяся актриса второго плана комедийного сериала (за телесериал «Секс в большом городе»)
- Премия Гильдии киноактёров США
  - 2000 — Выдающееся исполнение ролей группой актёров в комедийном сериале (за телесериал «Секс в большом городе»)
  - 2001 — Лучшая актриса в комедийном сериале (за телесериал «Секс в большом городе»)
  - 2002 — Лучшая актриса в комедийном сериале (за телесериал «Секс в большом городе»)
  - 2002 — Выдающееся исполнение ролей группой актёров в комедийном сериале (за телесериал «Секс в большом городе»)
  - 2004 — Выдающееся исполнение ролей группой актёров в комедийном сериале (за телесериал «Секс в большом городе»)
- Премия «Джини»
  - 1982 — Лучшая актриса (за фильм «Билет на небеса»)